# Clan Gordon
Il Clan Gordon fu un antico clan scozzese. Il nome forse proviene dal gaelico scozzese Gordin, che significa "sulla collina".

## Storia

### Origini
Il primo Gordon ad essere ricordato nei registri è Richard di Gordon, precedentemente di Swinton, il quale si diceva essere stato nipote di un famoso cavaliere che aveva ucciso diversi mostri nel Merse al tempo di re Malcolm III di Scozia. Questo Richard era signore della baronìa di Gordon nel Merse. Tra il 1150 ed il 1160 egli garantì una parte delle proprie terre ai monaci di Santa Maria a Lelso, donazione che venne riconfermata da suo figlio Thomas Gordon. Tra gli altri Gordon notabili a questo tempo ricordiamo Bertram de Gordon che ferì re Riccardo d'Inghilterra con una freccia a Châlons.
Alicia Gordon, IV della famiglia Gordon ed erede, sposò suo cugino Adam Gordo. Adam era un soldato che Alessandro III di Scozia inviò presso re Luigi di Francia in Palestina. La tradizione vuole che dal nipote di Adam siano discesi tutti i Gordon di Scozia. Questo Adam supportò sir William Wallace nel 1297 nella sua cattura del Castello di Wigtown agli inglesi e Adam ne divenne poi castellano.

### Le guerre d'indipendenza scozzesi
Durante le Guerre d'indipendenza scozzesi sir Adam Gordon che aveva supportato William Wallace, sostenne anche la causa di Robert the Bruce. Adam venne ucciso durante la Battaglia di Halidon Hill nel 1333 ma suo figlio sir Alexander Gordon riuscì a fuggire e fu il primo Gordon ad essere indicato come "di Huntly".
Il capo sir John Gordon venne ucciso alla testa degli uomini del suo clan nella Battaglia di Otterburn, ove gli inglesi vennero sconfitti nel 1388. Suo figlio, il capo sir Adam Gordon venne ucciso a sua volta mentre si trovava a capo delle sue truppe nella Battaglia di Humbleton Hill il 14 settembre 1402. L'unico figlio dell'ultimo capo clan, una figlia di nome Elizabeth Gordon, sposò Alexander Seton, figlio di sir William Seton, capo del Clan Seton.

### Il XV secolo ed i conflitti tra clan
La Battaglia di Arbroath venne combattuta nel 1445 e Patrick Gordon di Methlic, cugino del conte di Huntly, venne ucciso combattendo il Clan Lindsay. Da Patrick discenderanno i conti di Aberdeen descend.
Nel 1449 i Gordon sconfissero il Clan Douglas che aveva invaso le loro terre. I Douglas erano nemici del re e i Gordon erano invece schierati con quest'ultimo e con i loro uomini impegnati nel sud della Scozia, il conte di Moray (in alleanza coi Douglas), colse l'opportunità di saccheggiare le terre dei Gordon, bruciando il Castello di Huntly. I Gordon ritornarono subito e in breve tempo distrussero i loro nemici. Anche se il castello appariva completamente raso al suolo, una nuova struttura venne costruita sulle sue rovine. Sempre nel 1449, Alexander Gordon, I conte di Huntly, il figlio primogenito di Elizabeth Gordon e Alexander Seton, venne nominato capoclan, signore di Gordon e Huntly. Ad ogni modo, i suoi eredi maschi avuti dalla terza moglie Elizabeth Crichton vennero obbligati a mantenere il cognome di Gordon per succedere come capi del clan.
Il capo del Clan Lindsay Alexander Lindsay, IV conte di Crawford, conosciuto anche come il Conte Tigre o il Conte Beardie venne sconfitto pesantemente dal Clan Gordon e dal Clan Ogilvy al comando del Conte di Huntly nella Battaglia di Brechin del 1452.

### Nuovi conflitti tra clan nel XVI secolo
Nel 1513, durante le Guerre anglo-scozzesi, il Clan Gordon guidato da Alexander Gordon, III conte di Huntly combatté nella Battaglia di Flodden Field.
Durante i secoli XV e XVI il Clan Gordon fu coinvolto in una serie di faide con il Clan Forbes. La faida più duratura raggiunse il culmine negli anni '20 del Cinquecento con continui assassini da entrambe le parti. Uno degli assassinati più celebri di questo periodo, Seton di Meldrum, era in stretta connessione col capo dei Gordon, il Conte di Huntly, il quale venne presto coinvolto direttamente negli scontri.
Nel 1526 il titolo di Conte di Sutherland e capo del Clan Sutherland passarono per diritto matrimoniale ad Adam Gordon che era il figlio minore del capoclan del Clan Gordon.
Nel 1536 il capo dei Gordons, il conte di Huntly, accusò il maestro di Forbes di cospirare per assassinare re Giacomo V di Scozia mentre era in visita ad Aberdeen sparandogli con un cannone. Il maestro di Forbes venne quindi processato e giustiziato, ma pochi giorni dopo la sua morte la sentenza venne revocata ed il Clan Forbes venne ripristinato al favore del re. Ad ogni modo, il danno alle relazioni tra i Forbes ed i Gordon fu irreparabile. Attacchi a ciascuna delle due famiglie continuarono durante tutto il resto del secolo, riducendo la contea di Aberdeen ad un covo di senzalegge.
Durante le Guerre anglo-scozzesi il Clan Gordon, sotto la guida di George Gordon, IV conte di Huntly, sconfisse l'esercito inglese nella Battaglia di Haddon Rig del 1542. Successivamente durante le medesime guerre il Clan Gordon combatté nell'esercito scozzese che venne sconfitto nella Battaglia di Pinkie Cleugh nel 1547.
Il capo George Gordon, IV conte di Huntly fu generale delle forze confinarie che si opposero a quelle di Enrico VIII d'Inghilterra e Gordon vinse molti scontri. Egli venne ad ogni modo poi ucciso nella Battaglia di Corrichie del 1562 combattendo contro le forze di James Stuart, conte di Moray (fratellastro della regina Maria di Scozia). Gordon venne ucciso e suo figlio, sir John, e altri membri della sua famiglia vennero poi giustiziati ad Aberdeen.
Durante i secoli XV e XVI il clan venne ingaggiato in una serie di piccole lotte contro il Clan Forbes. Nel 1571 la faida raggiunse il suo apice con altri clan che si unirono allo scontro. Il Clan Leslie, il Clan Irvine ed il Clan Seton che avevano le loro faide personali in corso con i Forbes aderirono alle forze del Clan Gordon. Opposti ai Gordon vi furono invece il Clan Keith, il Clan Fraser ed il Clan Crichton che aderirono alle forze dei Forbes. La faida culminò in due battaglie su larga scala nel 1571: la Battaglia di Tillieangus e quella di Craibstone. Sempre nel 1571 il Castello di Druminnor, sede del lord Forbes, venne saccheggiato e nello stesso mese i Gordon compirono altri massacri ai danni dei Forbes. Fu necessario al parlamento emettere due atti per costringere i due clan a porre fine ai loro scontri, da cui ad ogni modo i Forbes uscirono impoveriti e indebitati a tal punto da essere costretti a vendere alcuni dei loro possedimenti.
Alla Battaglia di Glenlivet nel 1594 le forze del Conte di Argyll che consistevano nel Clan Campbell, nel Clan Stewart di Atholl, nel Clan Forbes e nella Confederazione di Chattan del Clan Mackintosh vennero sconfitte dal Conte di Huntly e dai suoi uomini, composti dai gruppi del Clan Gordon, del Clan Comyn/Cumming e del Clan Cameron.

### Il XVII secolo e la guerra civile

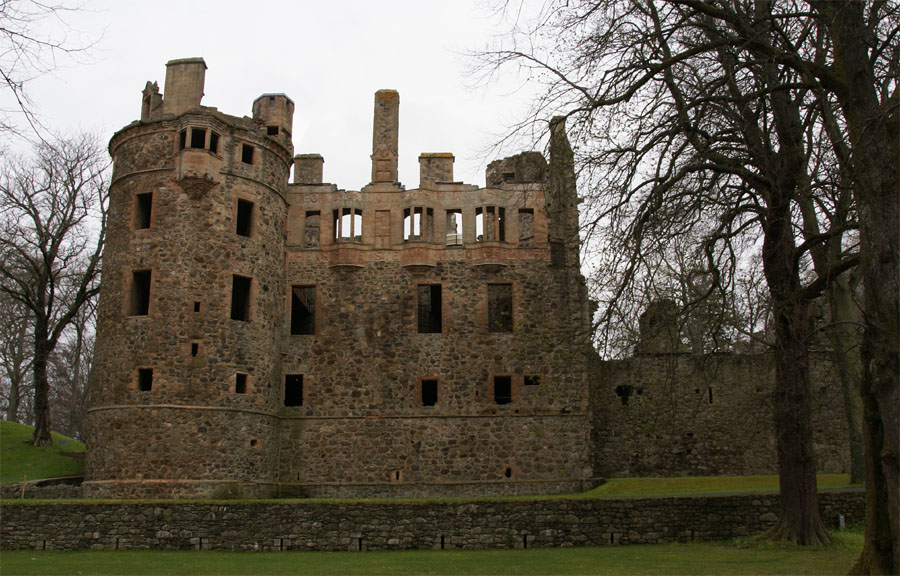
Il Castello di Huntly

Tra il 1615 ed il 1616 apparvero nuove problematiche tra i Gordon e il vicino Clan Leask. In tutti i casi bellici registrati, i Gordon apparvero sempre come gli aggressori.
Nel 1644 Alexander Bannerman di Pitmedden combatté un duello con suo cugino, sir George Gordon di Haddo, e lo ferì. Sempre nel 1644 durante la Guerra civile inglese alla Battaglia di Aberdeen vi furono dei membri del clan Gordon su ciascuno dei due fronti. Lord Lewis Gordon guidò le sue forze sul lato dei covenanti mentre sir Nathaniel Gordon guidò le proprie forze in supporto dei realisti.
Dopo la guerra civile la cavalleria del Clan Gordon combatté in supporto del realista James Graham, I marchese di Montrose nella Battaglia di Auldearn dove essi aiutarono a sconfiggere i covenanti di lord Seaforth il quale era a capo del Clan Mackenzie. La battaglia ebbe luogo il 9 maggio 1645. Il Clan Gordon combatté nella Battaglia di Alford nel 1645. La fazione risultò vittoriosa, guidata da George Gordon, II marchese di Huntly combattendo sotto il comando di James Graham, I marchese di Montrose. Il figlio primogenito del marchese di Huntly, George Gordon, cadde in quella stessa battaglia. Sempre nel 1645, Lewis Gordon, capoclan e III marchese di Huntly del Clan Gordon attaccò e bruciò il Castello di Brodie del Clan Brodie.
Nel 1682 ebbe luogo una nuova battaglia sul possesso del bestiame e della terra con la famiglia MacCulloch di Myreton. A seguito di questo combattimento, sir Godfrey Macculloch dovette lasciare la sua terra d'origine per qualche tempo, ma ritornato venne catturato e giustiziato nel 1697.
Nel XVII secolo il Clan Gordon aveva un gran numero di proficue alleanze matrimoniali o di amicizie, tra le quali spiccava il Clan Burnett di Leys. A testimonianza di questi stretti legami lo stemma dei Gordon si trova in una scultura a stucco sul soffitto Seicentesco della sala principale del Castello di Muchalls, fatto costruire da Alexander Burnett.

### Il XVIII secolo e le rivolte giacobite
Nel 1715 le forze combattenti del Clan Gordon (1000 uomini) vennero sottoposte al comando del generale George Wade. Durante le insurrezioni giacobite del 1715–1716 e del 1745–1746 vi furono nuovamente dei membri del clan Gordon schierati nell'una e nell'altra fazione. Il secondo duca di Gordon seguì i giacobiti nel 1715, ma Cosmo Gordon, III duca di Gordon supportò il governo inglese nel 1745. Sull'altro lato, suo fratello, Lord Lewis Gordon, elevò due reggimenti contro gli Hannover e prese parte alla Battaglia di Inverurie, a quella di Falkirk ed a quella finale di Culloden (1746).
In questo stesso periodo vennero creati due reggimenti col nome di "Gordon Highlanders" e provvisti dal Clan Gordon. Il primo di questi era l'"81st" formato nel 1777 dal colonnello William Gordon, figlio del conte di Aberdeen, che venne sciolto nel 1783. Il secondo fu il "92nd" elevato dal marchese di Huntly nel 1794.

## Castelli e residenze
- Castello di Huntly, fu la sede dei capi del Clan Gordon dalla fine del XIV secol osino alla fine del XVII secolo.
- Castello di Balmoral, venne venduto a Alexander Gordon, III conte di Huntly, nel XV secolo.
- Castello di Craig, o di Craig di Auchindoir, collocato in un territorio di confine della contea di Aberdeen, tra Lumsden e Rhynie
- Castello di Auchindoun, venne concesso in premio al Marchese di Huntly nel 1535
- Castello di Gordon venne costruito nel 1789 dal IV duca di Gordon, divenendo la nuova sede del Clan Gordon.
- Castello di Fyvie fu di proprietà di molti Gordon tra il XVIII ed il XIX secolo.

## Conti di Huntly
- Alexander Gordon (?-1470), primo conte di Huntly;
- George Gordon (?-1502), secondo conte di Huntly;
- Alexander Gordon (?-1524), terzo conte di Huntly;
- George Gordon (1514–1562), quarto conte di Huntly;
- George Gordon (?-1576), quinto conte di Huntly;
- George Gordon (1562–1636), sesto conte di Huntly e creato marchese di Huntly nel 1599.

## Marchesi di Huntly
- George Gordon (1562–1636), primo marchese di Huntly;
- George Gordon (1592–1649), sercondo marchese Huntly;
- Lewis Gordon (c. 1626–1653), terzo marchese di Huntly;
- George Gordon (1649–1716), quarto marchese Huntly e creato duca di Gordon nel 1684.

## Duchi di Gordon
- George Gordon (1649–1716), primo duca di Gordon, quarto marchese di Huntly;
- Alexander Gordon (?-1728), secondo duca di Gordon, quinto marchese di Huntly;
- Cosmo George Gordon (c. 1720–1752), terzo duca di Gordon, sesto marchese di Huntly;
- Alexander Gordon (1743–1827), quarto duca di Gordon, settimo marchese di Huntly;
- George Gordon (1770–1836), quinto duca di Gordon, ottavo marchese di Huntly.

## Marchesi di Huntly
- George Gordon (1761–1853), nono marchese di Huntly;
- Charles Gordon (1792–1863), decimo marchese di Huntly;
- Charles Gordon (1847–1937), undicesimo marchese di Huntly;
- Douglas Charles Lindsey Gordon (1908–1987), dodicesimo marchese di Huntly;
- Granville Charles Gomer Gordon (1944-), tredicesimo marchese di Huntly.